# 埃利夫·埃尔马斯
埃利夫·埃尔马斯（1999年9月24日—）是北馬其頓足球運動員，司職中場，現効力於德甲球隊RB萊比錫。北馬其頓國家足球隊成員。

## 俱樂部生涯
2019年7月24日，意甲球隊拿玻里宣布從費倫巴治簽下埃尔马斯。這筆交易價值1600萬歐元，加上獎金可能會增加至1900萬歐元，其中包括150萬歐元的出售費用條款。

## 國家隊生涯
2021年11月14日，埃爾馬斯梅開二度，幫助球隊以3-1戰勝冰島，並讓球隊獲得J組亞軍和進入2022年世界杯歐洲區附加賽。

## 榮譽

### 球會
拿玻里
- 意大利盃：2019–20[6]
- 意甲冠軍：2022–23[7]

### 個人
- 北馬其頓年度最佳球員：2019

## 外部連結
- Soccerway資料庫：埃利夫·埃尔马斯